# Tyti
Tyti var en egyptisk drottning (stor kunglig hustru).   Hon var gift med farao Ramses III och mor till farao Ramses IV. 
Tyti var förmodligen dotter till farao Setnakhte och därmed syster eller halvsyster till sin make. 